# Carlo Salotti
Carlo Salotti (Grotte di Castro, 25 luglio 1870 – Roma, 24 ottobre 1947) è stato un cardinale e arcivescovo cattolico italiano.

## Biografia
Nacque a Grotte di Castro il 25 luglio 1870. Frequentò il seminario di Orvieto e successivamente proseguì gli studi a Roma al Pontificio Ateneo Sant'Apollinare e alla Sapienza. Fu ordinato presbitero il 22 settembre 1894 e completò gli studi nel 1897.
Mentre svolgeva il suo ministero pastorale nelle parrocchie romane fino al 1912 divenne professore del Pontificio Ateneo Sant'Apollinare. Il 20 luglio 1915 fu nominato prelato domestico di Sua Santità. Era entrato al servizio della Curia romana dieci giorni prima, come assessore della Sacra Congregazione dei Riti e subpromotore della Fede presso la Sacra Congregazione per le Cause dei Santi. Nel 1925 divenne promotore della Fede.
Il 30 giugno 1930 papa Pio XI lo nominò arcivescovo titolare di Filippopoli di Tracia e segretario della Congregazione di Propaganda Fide. Il 3 luglio dello stesso anno fu anche nominato rettore della Pontificia Università Urbaniana. Il 6 luglio ricevette la consacrazione episcopale dal cardinale Willem van Rossum, co-consacranti i vescovi Luigi Maria Olivares e Giovanni Rosi, nella basilica del Sacro Cuore di Gesù a Castro Pretorio.
Durante il suo incarico all'Università Urbaniana, fondò il Pontificio Istituto Missionario Scientifico. Come segretario di Propaganda Fide Salotti fu il "numero due" del dicastero, durante la prefettura dei cardinali van Rossum e Pietro Fumasoni Biondi.
Salotti elogiò papa Pio XI per il suo impegno missionario attraverso la Radio Vaticana nell'ottobre del 1931, e il Papa apprezzò il lavoro di Salotti come segretario della Congregazione, tanto che il 13 marzo 1933 lo creò cardinale in pectore, in modo che potesse continuare a svolgere il suo compito.
Nel concistoro del 16 dicembre 1935 fu pubblicato cardinale e ricevette il titolo di San Bartolomeo all'Isola.
Il 14 settembre 1938 Salotti fu nominato prefetto della Congregazione dei Riti. Partecipò al conclave del 1939 che elesse papa Pio XII, che lo promosse cardinale vescovo di Palestrina l'11 dicembre 1939.
Morì il 24 ottobre 1947 all'età di 77 anni per una patologia del fegato e fu sepolto nel suo paese natale.
Gli è intitolata una via nel quartiere di Primavalle, a Roma.

## Genealogia episcopale e successione apostolica
La genealogia episcopale è:
- Cardinale Scipione Rebiba
- Cardinale Giulio Antonio Santori
- Cardinale Girolamo Bernerio, O.P.
- Arcivescovo Galeazzo Sanvitale
- Cardinale Ludovico Ludovisi
- Cardinale Luigi Caetani
- Cardinale Ulderico Carpegna
- Cardinale Paluzzo Paluzzi Altieri degli Albertoni
- Papa Benedetto XIII
- Papa Benedetto XIV
- Papa Clemente XIII
- Cardinale Marcantonio Colonna
- Cardinale Giacinto Sigismondo Gerdil, B.
- Cardinale Giulio Maria della Somaglia
- Cardinale Carlo Odescalchi, S.I.
- Cardinale Costantino Patrizi Naro
- Cardinale Lucido Maria Parocchi
- Papa Pio X
- Papa Benedetto XV
- Cardinale Willem Marinus van Rossum, C.SS.R.
- Cardinale Carlo Salotti

La successione apostolica è:
- Arcivescovo Alfonso Carinci (1946)